# ناحیه لفکوشا

محل قرارگیری ناحیه لفکوشا در نقشه جمهوری ترک قبرس شمالی

ناحیه لفکوشا (ترکی استانبولی: Lefkoşa İlçesi) یکی از پنح ناحیه‌ی جمهوری ترک قبرس شمالی می‌باشد. مرکز این ناحیه نیکوزیای شمالی که جمعیت این ناحیه در سال ۲۰۰۶ میلادی  ۸۴،۷۷۶ نفر و در سال ۲۰۱۱ میلادی ۹۸٫۷۳۹ نفر شمارش شده‌است. فرماندار کنونی ناحیه لفکوشا کمال دنیز دانا می‌باشد.